# Salambue (Panyabungan)
Salambue is een bestuurslaag in het regentschap Mandailing Natal van de provincie Noord-Sumatra, Indonesië. Salambue telt 896 inwoners (volkstelling 2010).